# Špela Pretnar
Špela Pretnar (Bled, 5. ožujka 1973.) je bivša slovenska predstavnica u alpskom skijanju.
U karijeri Špela je šest puta pobijedila u Svjetskom skijaškom kupu, uz to ima još 13 postolja. U sezoni Skijaškog kupa 1999/2000 osvojila je mali kristalni globus u slalomu. 2002. godine proglašena je Slovenskom sportašicom godine. Predstavljala je Sloveniju na Zimskim olimpijskim igrama 2002. godine.
Od veljače 2009. godine radi kao športska novinarka na POP TV-u.

## Pobjede u Svjetskom kupu
| Sezona    | Datum              | Disciplina | Prizorišče      | Država |
| --------- | ------------------ | ---------- | --------------- | ------ |
| 1994/95   | 18. ožujka 1995.   | veleslalom | Bormio          |        |
| 1998/99   | 23. veljače 1999.  | slalom     | Åre             |        |
| 1999/2000 | 20. studenog 1999. | slalom     | Copper Mountain |        |
| 1999/2000 | 9. siječnja 2000.  | slalom     | Berchtesgaden   |        |
| 1999/2000 | 12. siječnja 2000. | slalom     | Santa Caterina  |        |
| 1999/2000 | 20. siječnja 2000. | slalom     | Åre             |        |

## Vanjske poveznice
- Staitstike FIS-a  Arhivirana inačica izvorne stranice od 29. rujna 2007. (Wayback Machine)